# Hesione

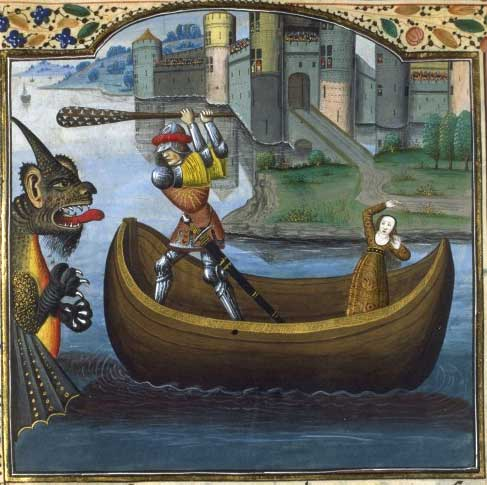
Herakles räddar Hesione.

Hesione var i grekisk mytologi dotter till kung Laomedon i Troja.
Laomedon fick hjälp av Apollon och Poseidon när han skulle bygga upp murarna i Troja. När arbetet var klart vägrade han att betala ut den förutbestämda lönen. Till straff sände Apollon en pest över landet och Poseidon skickade ett havsvidunder mot honom. Laomedon var tvungen att offra sin dotter Hesione till sjöodjuret för att inte Troja skulle förstöras. Hon räddades av Herakles genom att han kastade sig in i odjurets gap, skar upp dennes buk inifrån och dödade vidundret. Men då den utfästa belöningen även denna gång undanhölls av Laomedon, företog Herakles i förening med andra hjältar mot honom ett krigståg, som ledde till Trojas intagande och förstöring, varvid Hesione som segerbyte tillföll hjälten Telamon. Hon hade sedan med honom en son.